# Ilias Akhomach
Ilias Akhomach Chakkour (arab. ‏إلياس آخوماش شكور‎; ur. 16 kwietnia 2004 w Els Hostalets de Pierola) – marokańsko-hiszpański piłkarz, grający na pozycji pomocnika i napastnika w hiszpańskim klubie Villarreal CF oraz reprezentacji Maroka. Były młodzieżowy reprezentant Hiszpanii. Uczestnik Letnich Igrzysk Olimpijskich 2024 w Paryżu.